# Roland Leitinger
Roland Leitinger detto Roli (Sankt Johann in Tirol, 13 maggio 1991) è un ex sciatore alpino austriaco.

## Biografia

### Stagioni 2007-2016
Nato a Sankt Johann in Tirol e originario di Sankt Martin bei Lofer, Leitinger e fratello dei biatleti Bernhard e Nikolaus, a loro volta sciatori della nazionale austriaca; ha esordito in gare FIS nel dicembre del 2006 a Reiteralm giungendo 169ª in un supergigante, in Coppa Europa il 28 novembre 2011 a Trysil, piazzandosi 22º in slalom gigante, e in Coppa del Mondo il 6 febbraio 2011 nello slalom gigante tenutosi a Hinterstoder, senza riuscire a qualificarsi per la seconda manche.
Il 21 novembre 2014 ha conquistato il suo primo podio in Coppa Europa, giungendo 3º nello slalom gigante di Levi, alle spalle del canadese Phil Brown e dello svizzero Elia Zurbriggen; in quella stagione 2014-2015 ha vinto la classifica di slalom gigante del circuito continentale, piazzandosi al 3º in quella generale.

### Stagioni 2017-2024
Ai Mondiali di Sankt Moritz 2017, suo esordio iridato, ha vinto la medaglia d'argento nello slalom gigante; due anni dopo ai Mondiali di Åre non ha completato lo slalom gigante, mentre il 23 dicembre ha ottenuto il primo podio in Coppa del Mondo arrivando 3º nello slalom parallelo dell'Alta Badia. A causa di un infortunio patito a Reiteralm al legamento crociato anteriore del ginocchio destro è stato costretto a saltare i XXIII Giochi olimpici invernali di Pyeongchang 2018.
Ai Mondiali di Cortina d'Ampezzo 2021, sua ultima presenza iridata, si è classificato 10º nello slalom gigante, 5º nella gara a squadre e non si è qualificato per la finale nello slalom parallelo. Il 24 ottobre dello stesso anno ha ottenuto il suo secondo e ultimo podio in Coppa del Mondo, arrivando secondo alle spalle di Marco Odermatt nello slalom gigante di apertura della stagione a Sölden; il 9 novembre successivo si infortuna nuovamente nella stessa località e alla stessa articolazione del 2018, è costretto a saltare la stagione olimpica. Tornato alle gare nel dicembre del 2022, non è riuscito a tornare ad alti livelli; la sua ultima gara in carriera è stata lo slalom gigante di Coppa del Mondo disputato il 9 dicembre 2023 a Val-d'Isère, non terminato da Leitinger che ha annunciato il ritiro pochi giorni dopo. Non ha preso parte a rassegne olimpiche.

## Palmarès

### Mondiali
- 1 medaglia:
  - 1 argento (slalom gigante a Sankt Moritz 2017)

### Coppa del Mondo
- Miglior piazzamento in classifica generale: 39º nel 2020
- 2 podi (1 in slalom gigante, 1 in slalom parallelo):
  - 1 secondo posto (in slalom gigante)
  - 1 terzo posto (in slalom parallelo)

### Coppa Europa
- Miglior piazzamento in classifica generale: 3º nel 2015
- Vincitore della classifica di slalom gigante nel 2015
- 5 podi:
  - 3 secondi posti
  - 2 terzi posti

### Nor-Am Cup
- Miglior piazzamento in classifica generale: 89º nel 2016
- 1 podio:
  - 1 terzo posto

### Campionati austriaci
- 3 medaglie:
  - 1 oro (slalom gigante nel 2019)
  - 1 argento (combinata nel 2008)
  - 1 bronzo (slalom gigante nel 2011)

### Campionati austriaci juniores
- 2 medaglie[5]:
  - 1 oro (slalom gigante nel 2011)
  - 1 bronzo (supergigante nel 2008)